# Hubbrücke (Lübeck)

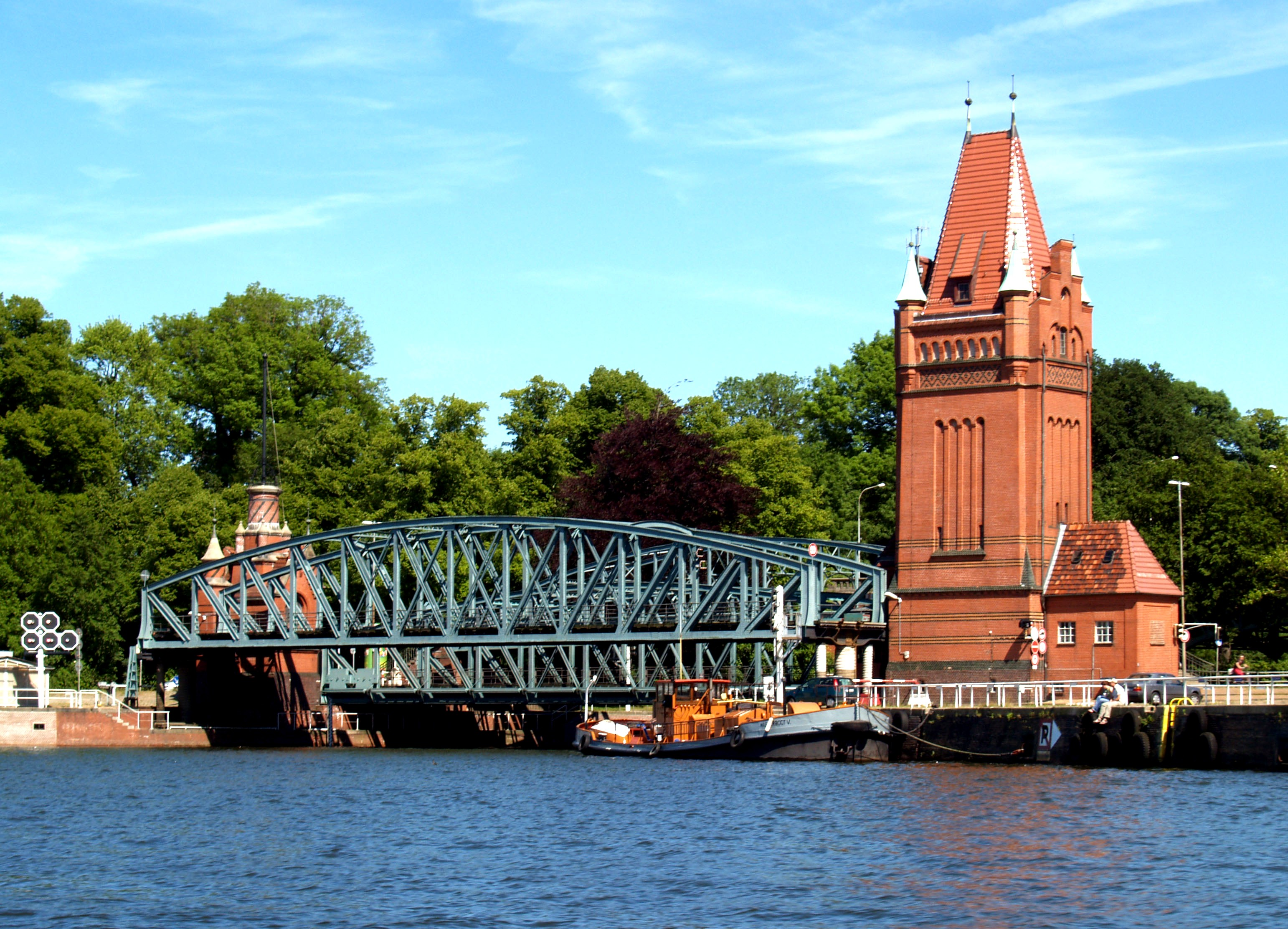
Hubbrücke mit angehobenem Brückenteil für die Hafenbahn

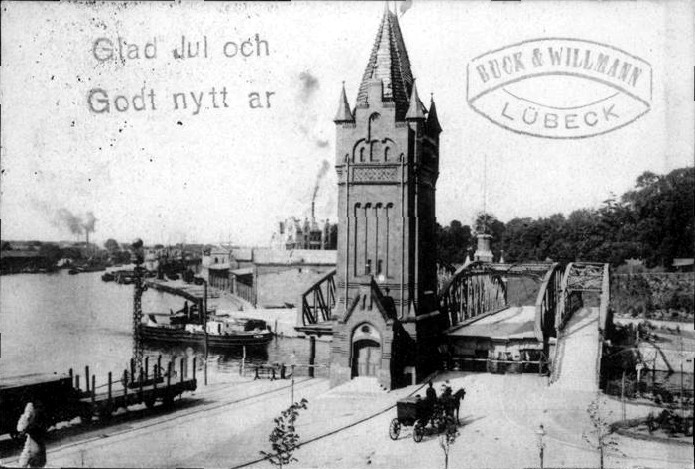
Hubbrücke um 1905

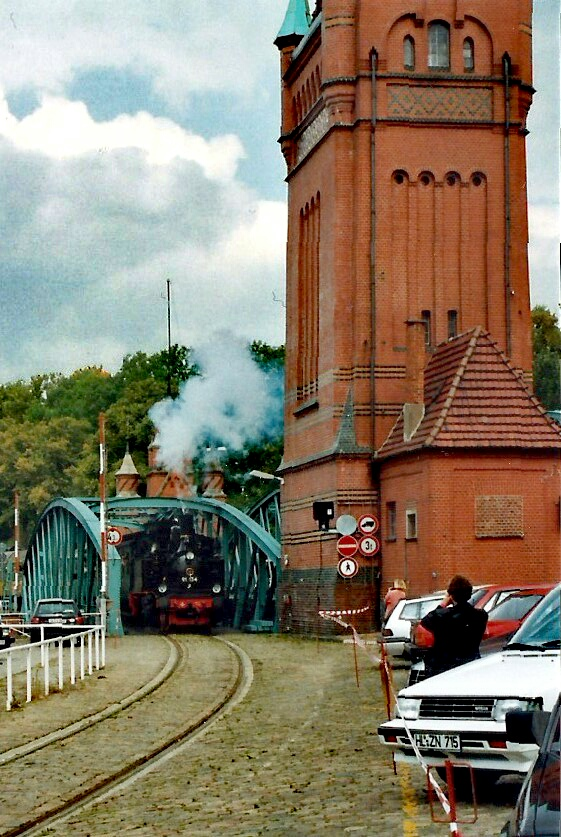
Die Dampflok 91 134 (Preußische T 9.2) überfährt die Hubbrücke (1993)

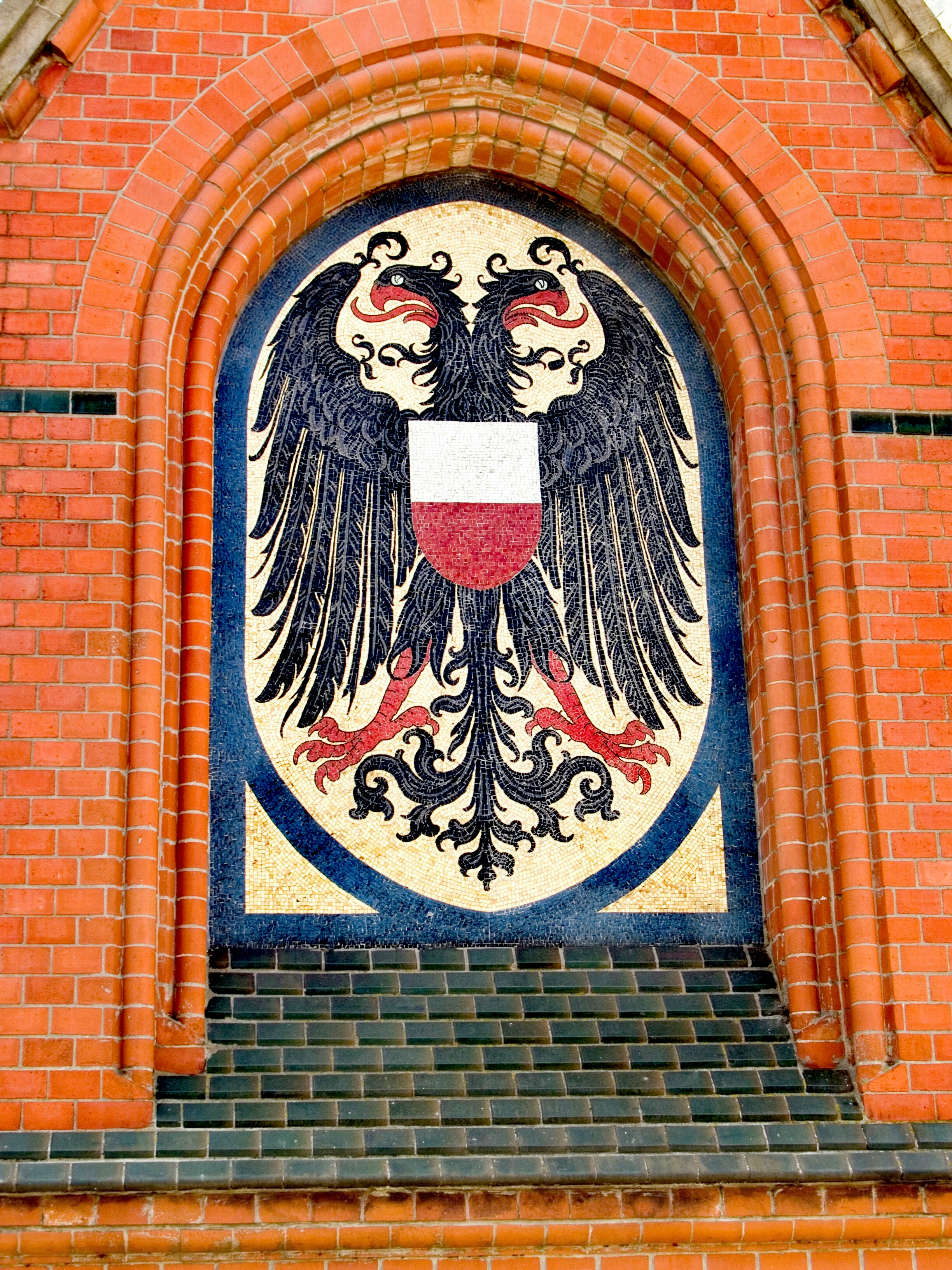
Mosaik am Brückenturm der Vorstadt mit dem Lübecker Wappen

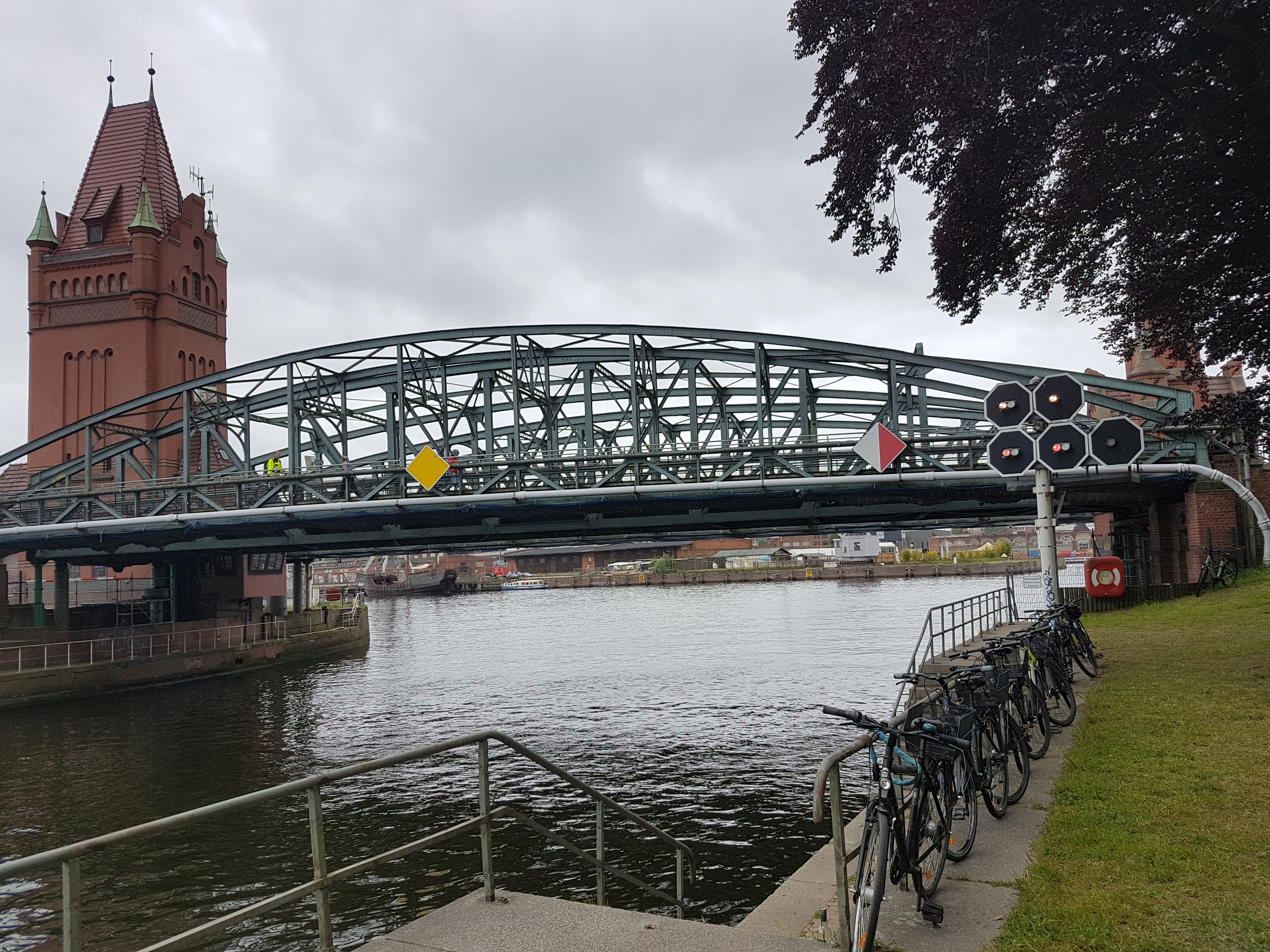
Die defekte Hubbrücke 2023, noch mit dem Tragwerk für Fußgänger

Die Hubbrücke, mit Namen eigentlich Marstallbrücke (benannt nach dem südlich oberhalb gelegenen Marstall), ist eine bewegliche Brücke mit je einem eigenen Tragwerk für Eisenbahn, Straßenfahrzeuge und Fußgänger in Lübeck. Sie ist eine von mehr als 200 Brücken in Lübeck und steht als Technisches Denkmal seit 1988 unter Denkmalschutz. Der Straßenteil der Hubbrücke ist seit Mai 2023 gesperrt. Seit September 2024 war auch das einsturzgefährdete Tragwerk für Fußgänger gesperrt, es wurde im November 2024 abgetragen.

## Geschichte
Die Hubbrücke wurde im Zusammenhang mit dem Bau des Elbe-Lübeck-Kanals errichtet. Sie führt im Norden der Lübecker Altstadtinsel am Zusammenfluss der Stadt-Trave mit der Kanal-Trave über den Klughafen und stellt die Verbindung zum Burgtorhafen im Stadtteil St. Gertrud her, die beim Bau des Elbe-Lübeck-Kanals aufgebrochen wurde. Die Brücke wurde zwischen 1896 und 1900 nach den Plänen des Wasserbauingenieurs Peter Rehder aus Stahl gebaut, die Brückentürme wurden im neugotischen Stil errichtet. Kaiser Wilhelm II. weihte sie am 16. Juni 1900 ein.
Mehr als 80 Jahre arbeitete die Brücke ohne größere Probleme. Eine erste grundlegende Überholung wurde 1984/1985 für 2,5 Millionen Mark vorgenommen. Im Laufe der Jahrzehnte häuften sich die Störungen. Im Jahr 2004 erhielt sie neue handgefertigte Antriebsräder. Im September 2009 wurde sie für zwei Wochen gesperrt. Die Fahrbahn wurde ausgebessert und der Vorstadtturm am nördlichen Ufer erhielt wieder die fehlende Turmspitze. Weil das Gleis der Lübecker Hafenbahn hier nicht mehr befahren wird, wurde das westlichste Tragwerk (Eisenbahnteil der Brücke) im November 2009 stillgelegt, es ruht im gehobenen Zustand.
Die Brücke sollte bis 2013 für 13,2 Millionen Euro erneuert werden, weil es für technische Teile keinen Ersatz mehr gibt. Dabei sollte die äußere Form erhalten werden.
Dazu kam es nicht, weil Wünsche der Stadt Lübeck Umplanungen erforderten, gegen die die Welterbewächter der UNESCO Einwände erhoben. Die Maßnahmen wurden auf Eis gelegt und nur dringend erforderliche Reparaturarbeiten vorgenommen wie 2017, als die Brücke vom 5. März bis 20. April ganz gesperrt war. Eine neue Machbarkeitsstudie wurde in Auftrag gegeben.
Nach intensiver Überprüfung im Sommer 2023 wurden starke Schäden festgestellt. Am 29. November 2024 wurde die Fußgängerbrücke ausgehoben. Ein Ersatzbau ist nicht vorgesehen. Geplant ist der Sanierungsbeginn der verbliebenen Brückenteile für frühestens 2025. Die Sanierung wird mindestens drei Jahre dauern.
Die Brücke gehört dem Bund, zuständig ist das Wasserstraßen- und Schifffahrtsamt Ostsee.

## Aufbau und Technik
Die Hubbrücke bestand aus drei separaten Tragwerken, von West nach Ost gesehen zunächst für die Eisenbahn (eingleisig, Stützweite 45 Meter, Breite zwischen den Hauptträgern 5,85 m, Gewicht 258 t), in der Mitte für den Straßenverkehr (zweibahnig, Stützweite 42,24 m, Breite 7,95 m, Gewicht 245 t) und daneben für den Fußgängerverkehr (Stützweite 42,24 m, Breite 3,3 m, Gewicht 52,3 t). Das Tragwerk für Fußgänger wurde 2024 abgetragen. Die Tragwerke für die Hafenbahn und den Straßenverkehr können hydraulisch um 4,2 bzw. 3,2 m angehoben werden, das Tragwerk für Fußgänger ist erhöht und unbeweglich, es wird über Treppen erschlossen. Die Durchfahrtsbreite für die Schifffahrt liegt bei 33 Metern. Der Eisenbahnteil der Brücke ist permanent geschlossen, weil kein Eisenbahnverkehr mehr über die Innenstadt läuft. Dadurch verlor die Brücke für die Verkehrsinfrastruktur insgesamt an Bedeutung. Die Brücke befindet sich im angehobenen Zustand.
Im Brückenturm am südlichen Ufer (Altstadtseite) zwischen den Tragwerken für die Eisenbahn und den Straßenverkehr, einem 25 Meter hohen Backsteingebäude im spätneugotischen Stil der wilhelminischen Zeit auf quadratischer Grundfläche, befinden sich der Steuerstand für das Brückenpersonal und die Hydraulikzylinder. Einer von ihnen erzeugt den Druck zum Anheben der Eisenbahnbrücke, der andere den für die Straßenbrücke. Angetrieben werden sie durch Druck über Zahnstangen auf die ebenfalls im Gebäude befindlichen Gegengewichte mit jeweils einem Elektromotor von 19 kW. Die Kraft wird durch jeweils 200 Liter eines Gemischs aus Glycerin und Wasser in einem Verhältnis von 48:52 übertragen, das am besten für den Betrieb unter den gegebenen Temperaturen geeignet ist und gute Frost- und Korrosionsschutzeigenschaften hat. Die Hydraulikleitungen befinden sich an der festen Fußgängerbrücke und leiten das Gemisch in die Hydraulikzylinder der Auto- und der Eisenbahnbrücke. Die Tragwerke bestehen aus Stahl, beim Bau wurden 50.000 Niete verarbeitet.